# Mylothris croceus
Mylothris croceus är en fjärilsart som beskrevs av Butler 1896. Mylothris croceus ingår i släktet Mylothris och familjen vitfjärilar. Inga underarter finns listade i Catalogue of Life.